# Sundamys muelleri
Sundamys muelleri és una espècie de mamífer rosegador de la família dels múrids. Viu a altituds de fins a 1.650 msnm a Brunei, Indonèsia, Malàisia, Myanmar, les Filipines i Tailàndia. El seu hàbitat natural són els boscos primaris o secundaris. Està amenaçada per la destrucció del seu medi. Aquest tàxon fou anomenat en honor del naturalista Salomon Müller.